# Una prova difficile
Una prova difficile (White Mile) è un film per la televisione statunitense del 1994 diretto da Robert Butler. Il film è tratto da una storia vera.

## Trama
Dan Cutler, presidente di un'agenzia pubblicitaria di New York, organizza con i suoi collaboratori una discesa in rafting nei fiumi canadesi, ma si trasforma in tragedia e lo stesso Cutler resta coinvolto nel dramma.